# Ataenius excisicollis
Ataenius excisicollis är en skalbaggsart som beskrevs av Rudolph Petrovitz 1961. Ataenius excisicollis ingår i släktet Ataenius och familjen Aphodiidae. Inga underarter finns listade.